# Manuel José Mendes
Manuel José Mendes Pacheco de Morais ComTE • ComA • CvNSC (Porto, 20 de novembro de 1787 — Goa, 18 de abril de 1840), 1.º barão do Candal, foi um oficial do Exército Português e administrador colonial que, entre outrs funções de relevo, foi governador do Estado da Índia.

## Família
Filho de Bento José Mendes, Proprietário, e de sua mulher Maria Teresa Pacheco de Morais, filha do Capitão Manuel Rodrigues Benade e de sua mulher Agostinha Maria Pacheco de Morais.

## Biografia
Alistou-se como Oficial na Leal Legião Lusitana em 1808 e foi promovido a Alferes em 1809 e a Tenente a 28 de Março do mesmo ano. Tomou parte e serviu na Guerra Peninsular e combateu com bravura as tropas de Nicolas Jean de Dieu Soult, 1.º Duque da Dalmácia, aquando da sua entrada no Porto, sendo dos primeiros Oficiais promovidos pelo Marechal William Carr Beresford, futuro 1.º Conde de Trancoso e 1.º Marquês de Campo Maior e 1.º Barão Beresford e 1.º Visconde Beresford no Pariato da Grã-Bretanha e Irlanda. Foi promovido a Capitão a 4 de Abril de 1818 e a Major a 18 de Julho de 1827.
Emigrou para a Grã-Bretanha e Irlanda em 1828; serviu nas Campanhas da Liberdade, passou à Ilha Terceira em 1829, e ali desempenhou as funções de Ajudante-de-Campo do Marechal D. António José de Sousa Manuel de Meneses Severim de Noronha, 7.º Conde de Vila Flor de juro e herdade, de cujo Estado-Maior fez parte desde o começo.
Desembarcou no Mindelo e foi graduado em Tenente-Coronel a 13 de Agosto de 1832. Passou a Efetivo a 30 de Novembro do mesmo ano e foi nomeado Chefe do Estado-Maior da 1.ª Divisão do Exército Libertador. Tomou parte na Expedição ao Algarve, comandada pelo então já 1.º Marquês de Vila Flor e 1.º Duque da Terceira com Honras de Parente do Rei, a qual, em marchas brilhantes, atingiu rapidamente Cacilhas e ocupou Lisboa a 24 de Julho de 1833.
A 25 do mesmo mês e ano foi promovido a Coronel e nomeado Comandante do Regimento de Infantaria N.º 6, Unidade com a qual tomou parte na Batalha de Almoster, ganhando a sua Real Ordem Militar da Torre e Espada pela maneira heróica como carregou o inimigo à frente do seu Regimento. No fim desta ação foi escolhido para comandar o Regimento de Infantaria Ligeira da Rainha, ordem que acatou pronta e submissamente; mas, em seguida, pediu para voltar ao seu antigo Regimento, ponderando os melindres que poderiam surgir, por a sua transferência ter sido dada após um dia glorioso para o Regimento, o que poderia ser tomado como menos lisonjeiro para o seu Comandante. Por isso, foi declarada em Ordem do Dia a Comissão de que o encarregavam e os motivos que deram causa à sua escolha.
A 15 de Maio de 1835 foi colocado no Regimento de Infantaria N.º 10, e com esta Unidade fez parte como Comandante do Regimento de Voluntários Franceses e da Divisão Auxiliar a Espanha como Comandante da 1.ª Brigada, onde tomou parte no Combate de Armiñón e em que prestou relevantes serviços. Por Decreto de 8 de Agosto de 1837 foi graduado no Posto de Brigadeiro, por distinção, passando a Efetivo no mês seguinte. Nesse mesmo ano passou a comandar interinamente a 5.ª Divisão Militar, sendo transferido para Comandante da 6.ª Divisão Militar a 9 de Novembro.
E, por fim, decidiu a Vitória de Ruivães, tudo sob o comando do General Francisco Xavier da Silva Pereira, 1.º Barão das Antas, 1.º Visconde das Antas e futuro 1.º Conde das Antas.
Era Comendador da Real Ordem Militar da Torre e Espada, Comendador da Real Ordem Militar de São Bento de Avis, Cavaleiro da Real Ordem Militar de Nossa Senhora da Conceição de Vila Viçosa, condecorado com a Cruz de Ouro da Guerra Peninsular e com a Primeira Classe da Real e Militar Ordem de São Fernando de Espanha, por Sua Majestade Católica D. Isabel II de Espanha.
O título de 1.º Barão do Candal, em sua vida, foi-lhe concedido por D. Maria II de Portugal por Decreto de 4 de Abril de 1838, em recompensa dos relevantes serviços prestados à Nação durante a Guerra Peninsular e as Guerras das Liberdade.
Por Decreto de 28 de Fevereiro de 1839 foi nomeado 99.º / 110.º Governador-Geral do Estado da Índia, e por outro Decreto de 5 de Março do mesmo ano foi promovido com a Patente de Marechal-de-Campo, sem prejuízo dos Oficiais mais antigos da sua Classe e Arma, promoção que ficaria de nenhum efeito se o agraciado não seguisse ao seu destino.
Morreu no exercício das suas funções de Governador-Geral. O seu féretro foi sepultado depositado a 12 de Novembro de 1842 junto do 2.º Barão de Sabroso, 96.º / 107.º Governador da Índia, num enorme carneiro, o carneiro dos Governadores, existente sob o Altar-mor da Igreja do Convento de São Caetano da Divina Providência de Velha Goa, sendo mais tarde trasladado para Portugal, vindo juntamente com os restos do 77.º Governador de Macau, João Maria Ferreira do Amaral, e, a 19 de Agosto de 1879, conduzidos com todas as honras militares ao Cemitério Ocidental, onde ficaram no Jazigo n.º 1.617, que o 1.º Marquês de Sá da Bandeira, quando Ministro da Marinha e Ultramar, mandou construir para se guardarem as cinzas de João Maria Ferreira do Amaral.

## Sucessão
Como o 1.º Barão morreu solteiro e sem descendência, caiu a Representação do Título em sua irmã imediata na ordem do nascimento Maria Vitória Mendes Pacheco de Morais (1785 - ?), casada com seu primo António José Mendes de Morais de Campos, Proprietário. Deste casal houve vários filhos, sendo a única com sucessão Carlota Cândida Mendes de Campos (8 de Março de 1811 - 18 de Abril de 1862), a qual foi casada com José Pereira Cardoso (24 de Julho de 1810 - 24 de Junho de 1895), grande Proprietário e Industrial, os quais foram pais de: José Pereira Cardoso Mendes de Campos (23 de Agosto de 1831 - 26 de Fevereiro de 1884), casado com Amélia Moreira e pai duma única filha, Maria Vitória (28 de Maio de 1869 - 9 de Agosto de 1873); Júlio Pereira Cardoso Mendes de Campos (3 de Abril de 1844 - Madeira, 12 de Fevereiro de 1870), solteiro e sem geração; António Pereira Cardoso Mendes de Campos, 2.º Barão do Candal, casado com Ana Alexandrina Barbosa Carneiro de Castro (15 de Novembro de 1851 - 3 de Maio de 1929), sem descendência; e Felismina Pereira Cardoso Mendes de Campos (1848 - ?), casada com António da Fonseca e Moura (11 de Fevereiro de 1822 - 2 de Setembro de 1900), sem geração. Foram, também, irmãs mais novas do 1.º Barão do Candal Francisca Balbina Mendes Pacheco de Morais, sem mais notícia, e Rita Emília Mendes Pacheco de Morais, sem mais notícia.